# 成清村
成清村（なるきよむら）は、かつて岐阜県羽島郡に存在した村である。
古名を成清名といい、村名は、名主成清に由来すると言われている。
現在の各務原市稲羽地区の成清町にほぼ該当する。
発足時は羽栗郡の村であったが、郡の合併で羽島郡の村となった。

## 歴史
- かつてこの地域は尾張国葉栗郡であったが、1586年（天正14年）の大洪水により木曽川の流れが大きく変わり、新たな木曽川の北岸の地域は羽栗郡に改称され、美濃国に編入された。
- 江戸時代、この地域は旗本坪内氏領であった。
- 1872年（明治5年） - 大区小区制により、旧来の大佐野村、上中屋村、下中屋村、松本村、神置村とで、岐阜県第2大区1小区を形成する。
- 1878年（明治11年） - 郡区町村編制法の制定により大区小区制は廃止。
- 1889年（明治22年）7月1日 - 町村制により、成清村発足。
- 1897年（明治30年）4月1日[1] - 羽栗郡と中島郡が合併して羽島郡となる。当村は羽島郡の村となる。
- 1897年（明治30年）4月1日 - 松本村、上中屋村、下中屋村、大佐野村、神置村と合併し中屋村発足。同日成清村は廃止。